# Chiffarobe

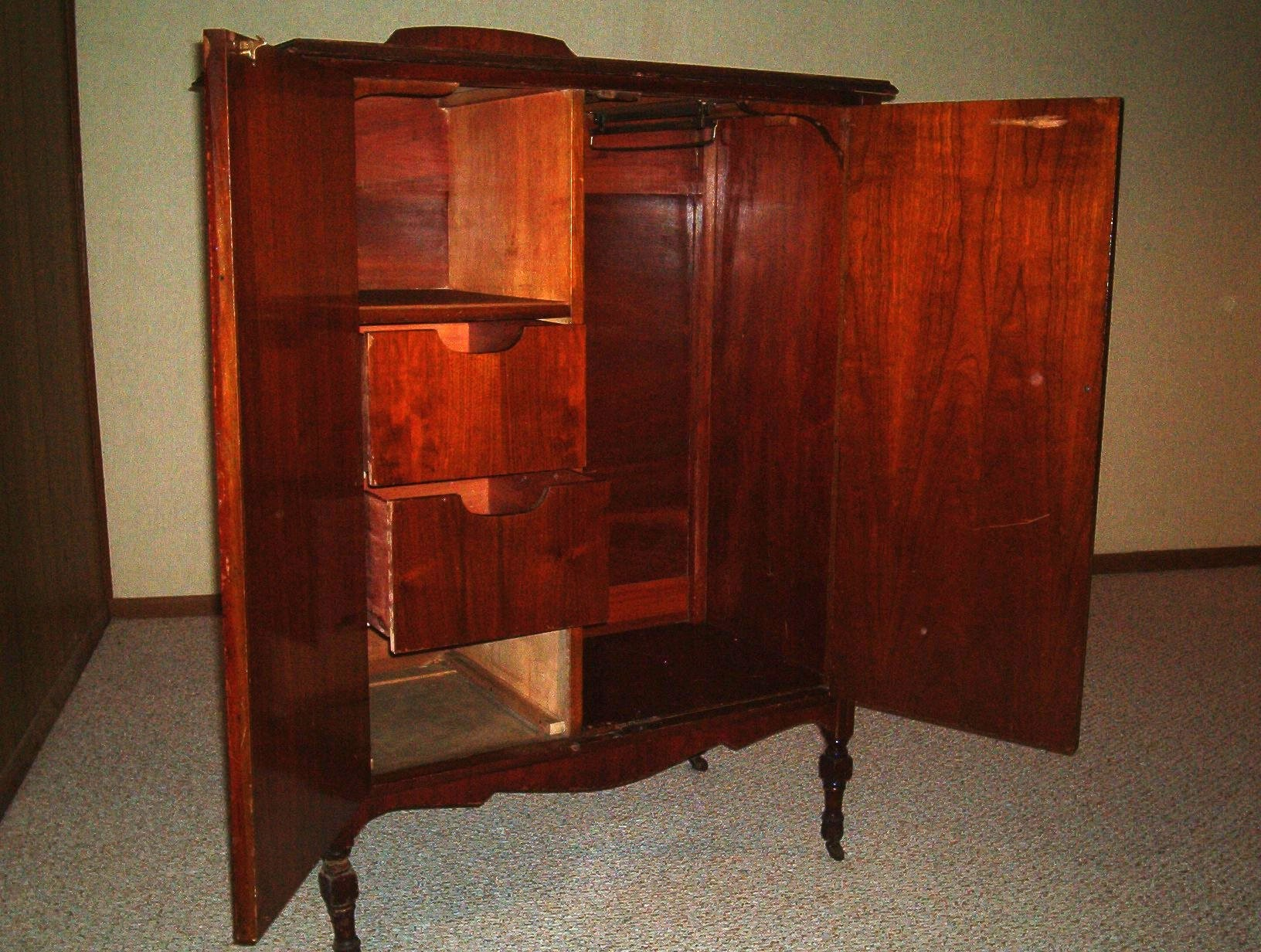
Eine Chiffarobe

Eine Chiffarobe, im Englischen auch „chifforobe“, „chifferobe“ oder „chiffrobe“ und andere Schreibweisen, ist ein Einrichtungsgegenstand, ein freistehender Kleiderschrank, meist zweiteilig: mit einem durchgehenden Hängeteil auf der einen Seite und einem Teil mit übereinander angebrachten Schubladen auf der anderen. Im deutschen Sprachraum werden ähnliche Möbelstücke auch als „Garderoben-“ oder „Dielenschrank“ bezeichnet, wobei diesen oft die Schubladen fehlen.

## Herkunft
Das englische Wort „chiffarobe“ ist eine Kombination von „chiffonier“ (Schrank mit Laden und Fächern, oft auch einem ausklappbaren Schreibpult; „Sekretär“) und „wardrobe“ (Kleiderschrank zum Hineinhängen von Überkleidung).

## Verwendung
Harper Lee verwendete den Ausdruck Chiffarobe in ihrem Roman Wer die Nachtigall stört (To Kill a Mockingbird) aus dem Jahr 1960 elfmal. Im Kapitel 18 sagt Mayella Ewell beispielsweise vor Gericht aus, sie habe den „Neger“ Tom Robinson (den sie beschuldigt, sie dann vergewaltigt zu haben) aufgefordert, ins Haus zu kommen und ihr eine alte Chiffarobe kleinzuhacken.